# Kaisersbusch
Kaisersbusch ist eine Hofschaft in Hückeswagen im Oberbergischen Kreis im Regierungsbezirk Köln in Nordrhein-Westfalen (Deutschland).

## Lage und Verkehrsanbindung
Kaisersbusch liegt im südwestlichen Hückeswagen an der Grenze zu Wipperfürth. Nachbarorte sind Warth, Rautzenberg, Vogelsholl, Odenhollermühle und Wipperfürth-Isenburg. Der Ort ist über eine Verbindungsstraße erreichbar, die bei Altenholte von der Kreisstraße K5 abzweigt und zur Bundesstraße 506 bei Wipperfürth-Schniffelshöh führt.
Die Hofschaft liegt im Quellgebiet des Harthbachs, der als Zufluss des Bachs Große Dhünn die Große Dhünntalsperre speist.

## Geschichte
1374 wurde der Ort das erste Mal urkundlich erwähnt: „Das Kölner St. Ursulastift hat Einkünfte u. a. aus dem Hofe zome Busche im Kirchspiel Hückeswagen“. Die Schreibweise der Erstnennung war zome Busche.
Im 18. Jahrhundert gehörte der Ort zum  bergischen Amt Bornefeld-Hückeswagen. 1815/16 lebten zwölf Einwohner im Ort. 1832 gehörte Kaisersbusch der Großen Honschaft an, die ein Teil der Hückeswagener Außenbürgerschaft innerhalb der Bürgermeisterei Hückeswagen war. Der laut der Statistik und Topographie des Regierungsbezirks Düsseldorf als Weiler kategorisierte Ort besaß zu dieser Zeit drei Wohnhäuser und fünf landwirtschaftliche Gebäude. Zu dieser Zeit lebten 24 Einwohner im Ort, neun katholischen und 15 evangelischen Glaubens.
Im Gemeindelexikon für die Provinz Rheinland werden für 1885 zwei Wohnhäuser mit zwölf Einwohnern angegeben. Der Ort gehörte zu dieser Zeit zur Landgemeinde Neuhückeswagen innerhalb des Kreises Lennep. 1895 besitzt der Ort zwei Wohnhäuser mit elf Einwohnern, 1905 zwei Wohnhäuser und 15 Einwohner.